# Videojuego de rol táctico

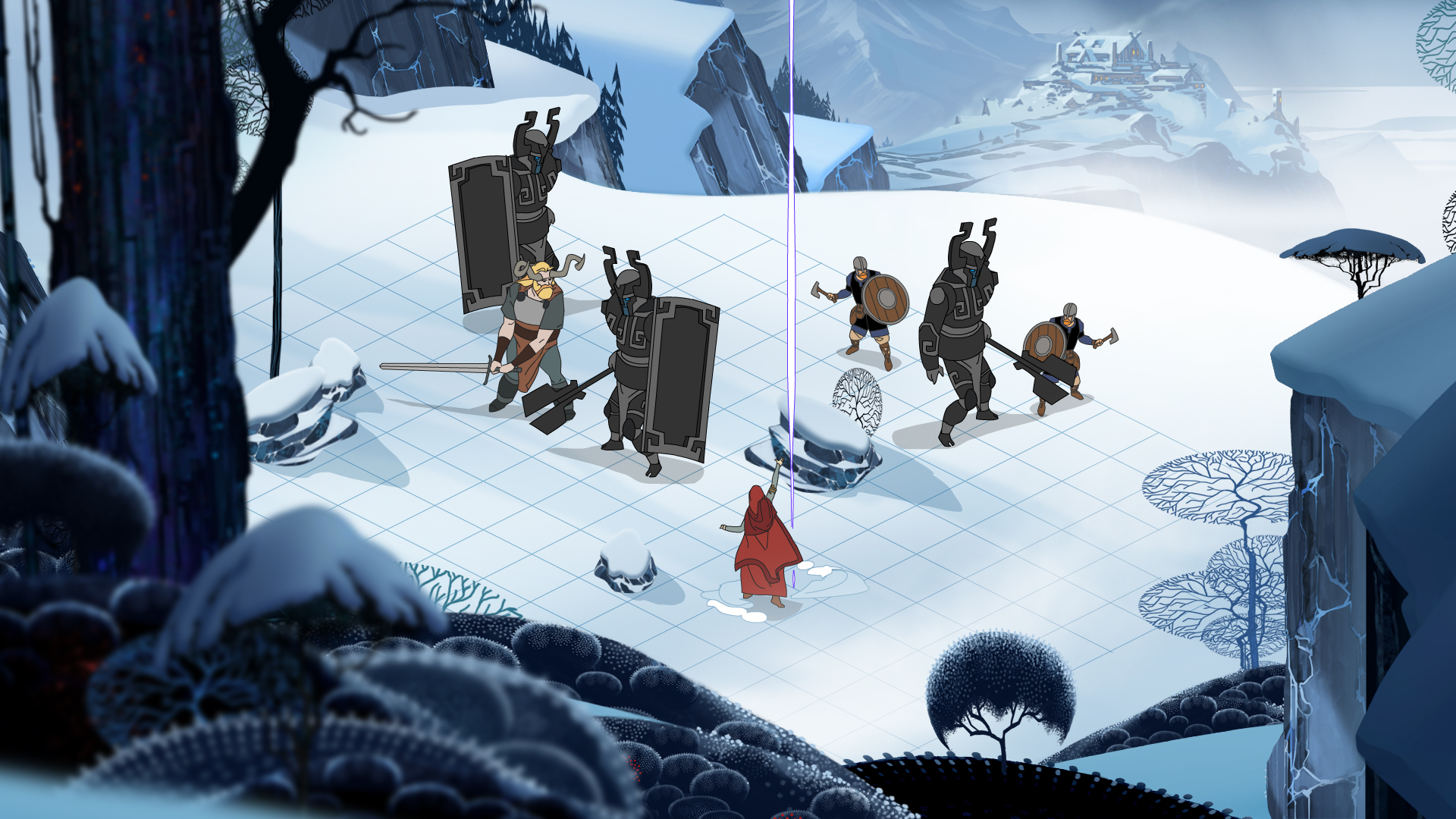
El videojuego The Banner Saga. Los personajes se turnan para moverse en el tablero de cuadrícula y atacar.

Videojuego de rol táctico, también conocido como TRPG (siglas en inglés de tactical role-playing game) o SRPG (siglas en inglés de strategy role playing game), es un género de videojuegos con elementos de los videojuegos de rol y de los videojuegos de estrategia.
En estos videojuegos el jugador controla un grupo de personajes (pueden variar a lo largo del juego) que deben ir superando batallas que consisten en mover a los luchadores por un escenario dividido en casillas (no siempre visibles) y atacar a los contendientes del bando contrario con armas, habilidades, hechizos, etc.
- Los luchadores obtienen experiencia y suben de nivel, haciéndose más fuertes.
- Se les puede equipar con todo tipo de objetos.
- Las batallas siguen una historia predeterminada pero que puede seguir caminos distintos según las acciones llevadas a cabo.

## Ejemplos

### NES
- Fire Emblem
- Fire Emblem Gaiden

### SNES
- Fire Emblem: Monshō no Nazo
- Fire Emblem: Seisen no Keifu
- Fire Emblem: Thracia 776
- Front Mission
- Ogre Tactics

### Sega Mega Drive
- Shining Force
- Shining Force II
- Langrisser
- Langrisser II

### Game Boy Color
- Kakurenbo Battle Monster Tactics

### Game Boy Advance
- Final Fantasy Tactics Advance
- Fire Emblem: Fūin no Tsurugi
- Fire Emblem Blazing Sword
- Fire Emblem: The Sacred Stones
- Tactics Ogre: The Knight of Lodis
- Onimusha Tactics
- Yu Yu Hakusho - Ghost Files: Tournament Tactics

### PlayStation
- Final Fantasy Tactics
- Hoshigami
- Front Mission 3
- Summon Night
- TearRing Saga: Utona Heroes Saga
- Vandal Hearts
- Vandal Hearts II
- Vanguard Bandits

### Sega Saturn
- Shining Force III

### Nintendo GameCube
- Fire Emblem: Path of Radiance

### PlayStation 2
- Berwick Saga: Lazberia Chronicle Chapter 174
- Breath of fire
- Disgaea
- Makai Kingdom
- Phantom Brave
- Suikoden Tactics
- Eternal Poison
- Stella Deus
- La Pucelle

### PlayStation 3
- Agarest Generations of War
- Agarest Generations of War Zero
- Agarest Generations of War 2
- Disgaea 3: Absence of Justice
- Disgaea 4: A Promise Unforgotten
- Valkyria Chronicles

### PSP
- Final Fantasy Tactics: The War of the Lions
- Tactics Ogre: Let us Cling together
- Jeanne d'Arc

### Nintendo DS
- Fire Emblem: Shadow Dragon
- Disgaea DS
- Final Fantasy Tactics A2: Grimoire of the Rift
- Luminous Arc 2
- Rondo of Swords
- Devil Survivor
- Pokémon Conquest

### Wii
- Fire Emblem: Radiant Dawn

### PC
- Heroes of Might and Magic

### Nintendo 3DS
- Fire Emblem: Awakening
- Fire Emblem Warriors
- Project X Zone
- Stella Glow
- Fire Emblem Fates
- Project X Zone 2

### Nintendo Switch
- Mario + Rabbids Kingdom Battle
- Fire Emblem: Three Houses
- Triangle Strategy